# Парень из Тибета
«Парень из Тибета» (иер. трад. 西藏小子, кант.-рус.: Сай Чон сиу чи, англ. A Kid from Tibet) — гонконгский фэнтезийный боевик 1991 года, снятый актёром и режиссёром Юэнь Бяо по сценарию Сэма Сама, Барри Вона и Чань Камчхёна.

## Сюжет
Молодой тибетский лама Вон Ла должен забрать из Гонконга у известного коллекционера старинную антикварную вазу, по легенде содержащую в себе великую силу, высвободить которую можно, накрыв её особой крышкой (она уже давно хранилась в монастыре) и произнеся некое заклинание. В Гонконге его контактером становится молодая девушка Яу Саннам, но они не знают, что на эту вазу уже давно нацелился колдун, намеревающийся с её помощью заполучить в свои руки власть над миром.

## В ролях
| Актёр       | Персонаж                       |
| ----------- | ------------------------------ |
| Юань Бяо    | Вон Ла                         |
| Мишель Райс | Яу Саннам                      |
| Нина Ли     | младшая сестра бонского монаха |
| Юнь Ва      | бонский монах                  |
| Рой Цяо     | Робинсон                       |
| Майкл Динга | Майкл                          |
| Майкл Ли    | господин Бао                   |
| У Ма        | лама Гелуг, учитель Вон Ла     |
| Билли Лау   | конвоир из охраны аэропорта    |
| Джеки Чан   | человек в аэропорту (камео)    |